# Euproctis simplex
Euproctis simplex är en fjärilsart som beskrevs av Alfred Ernest Wileman 1911. Euproctis simplex ingår i släktet Euproctis och familjen tofsspinnare. Inga underarter finns listade i Catalogue of Life.